# 科納韋 (加利福尼亞州)
康納韋（英語：Conaway）是位於美國加利福尼亞州優洛縣的一個非建制地區。該地的面積和人口皆未知。

## 地理
康納韋的座標為38°40′38″N 121°40′23″W / 38.67722°N 121.67306°W，而該地的平均海拔高度為10米（即33英尺）。